# Limanul Sasic
Limanul Sasic (de asemenea Sasîk, Conduc sau Sărata, în rusă Сасык (Кундук), în ucraineană Сасик (Кундук)) este un liman maritim sărat din Bugeac, pe teritoriul de azi al Raionului Tatarbunar din regiunea Odesa, în Ucraina.
În anul 1996, limanul Sasic (Sasîk) a fost înscris pe lista zonelor umede de importanță internațională a Convenției de la Ramsar (1971). În 1998, suprafața protejată a fost extinsă la 262 km².

## Geografie
Limanul face parte din salba limanurilor basarabene. Este separat de Marea Neagră printr-un perisip cu lățimea medie de 0,5 km, străpuns de o portiță. Bazinul limanului are o formă alungită. Malurile sale sunt abrupte, cu excepția celor din partea de sud. În partea de sud-vest, limanul Sasîk este legat de Dunăre printr-un canal artificial, denumit Canalul Bîstroe. Este înghețat din luna decembrie până în luna martie.
Este unul dintre cele mai mari limanuri din Ucraina, având o suprafață de 215 km². Limanul are o lungime de 35 km, iar lățimea maximă este de 11 km. Adâncimea medie a lacului este de aproximativ 2.5 m, cea maximă fiind de 3.3 m.

## Hidrografie
În limanul Sasîk se varsă râurile Cogâlnic și Sărata, schimbul de apă având loc și prin canalul Bîstroe.
Salinitatea apei variază într-un interval de la 0,7 la 3,0 g/litru. Predomină sărurile de sulfat de magneziu (MgSO4), clorură de sodiu (NaCl) și clorură de magneziu (MgCl2). 
În anul 1978 a fost construit un dig care a închis portița naturală, transformând limanul dintr-o lagună ce era, într-un lac cu apă dulce. Digul este din nisip consolidat (cu lățimea de până la 0,5 km) și este echipat cu un deversor. Salinitatea lacului a scăzut prin realizarea canalului Bîstroe. Intenția era de a folosi apa pentru irigație în cadrul sistemului sovietic de irigații Dunăre-Nipru. Dar proiectul, gândit doar inginerește și neținând cont de realitățile geografice, geologice, hidrologice și ecologice semnalate de specialiștii respectivi, a dat greș. S-a distrus echilibrul anterior, pescuitul s-a prăbușit, apa s-a împuțit iar irigația nu a fost posibilă deoarece lacul a rămas sărat ca urmare a prezenței zăcămintelor mari de sare în sedimente. Apele s-au eutrofizat, iar digul împiedică peștii marini precum chefalul Mugil cephalus sau scrumbia de mare Alosa maeotica să se mai reproducă aici, ca înainte de 1978. Având în vedere acest context, au fost propuse mai multe proiecte de readucere a limanului Sasîk la starea naturală inițială (proces de „reconstruire ecologică”), dar acestea nu au fost puse în aplicare din cauza lipsei de fonduri.

## Flora și fauna
Aflat în lunca Dunării, în apropiere de Delta Dunării, limanul Sasîk dispune de o bogată vegetație acvatică. Flora este reprezentată de plante subacvatice (limba apei Potamogeton pectinatus, moțul Potamogeton perfoliatus, penița apei Myriophyllum spicatum, Ruppia spiralis) - în principal în partea de nord și de-a lungul malurilor și semiacvatice (stuful Phragmites australis, rogozul Bolboschoenus maritimus, papura cu frunză îngustă Typha angustifolia).
Pe malurile limanului își fac cuiburi păsările migratoare, care vin aici pentru reproducere și năpârlire. Aproximativ 25.000 păsări cuibăresc aici, numărul lor ajungând până la 100.000 de indivizi în sezonul de reproducere. Cuibăresc printre ele specii în pericol de dispariție cum sunt pelicanul alb Pelecanus onocrotalus și gâsca cu piept roșu Branta ruficollis. Pe lângă acestea, migrează prin zonă specii rare de păsări din Ucraina și Europa și anume : prundărașul de sărătură Charadrius alexandrinus, ciovlica ruginie Glareola pratincola sau cormoranul mic Phalacrocorax pygmeus .
Prin schimbarea hidrobiologică a apei limanului, ihtiofauna marină a fost înlocuită cu fauna de apă sălcie și stătătoare, unde domină biomasa larvelor de Chironomus, tăunii și țînțarii. În Sasîk supraviețuiesc totuși 47 de specii de pești, care fac parte din 12 familii (Acipenseridae, Clupeidae, Cyprinidae, Esocidae, Cobitidae, Siluridae, Atherenidae, Gasterosteidae, Percidae, Gobiidae, Syngnathidae, Pleuronectidae). Dintre speciile principale de pești, sunt de menționat carasul Carassius gibelio, plătica Abramis brama, crapul Cyprinus carpio, șalăul Lucioperca lucioperca și bibanul Perca fluviatilis.